# 苏木嘎拉
41°28′04″N 47°03′13″E / 41.467668°N 47.053743°E
苏木嘎拉（Sumug-gala），是阿塞拜疆卡希區伊利苏布卡格附近的一座防御城堡，它建于17-18世纪。

## 特点
苏木嘎拉是一个典型的防御性城堡，其与住宅区相近，以实现防御外敌攻击的目的。该城堡的建筑材料包括有河石、石灰砂浆和烤漆砖。其命名来自于不同说法，其中有一个传说是该建筑由埃里苏苏丹国的统治者苏木汗（Sumu Khan）所建造。
苏木嘎拉也因苏联电影《别怕，我和你在一起》而闻名。该电影由尤利·古斯曼执导，波兰德·布洛格洛和列夫·杜罗夫出演。